# 중앙아프리카 공화국의 행정 구역

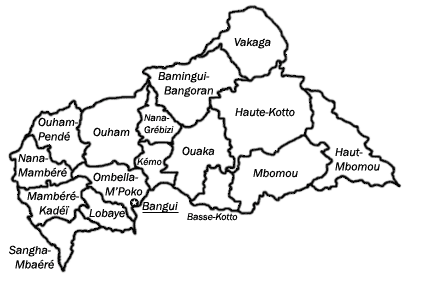
중앙아프리카 공화국의 행정 구역

중앙아프리카 공화국은 14개 주와 2개의 경제주, 1개의 자치현으로 구성되어 있으며 이들 행정 구역은 다시 71개 구로 나뉜다.
- 바밍기방고랑 주 (Bamingui-Bangoran, 주도 은델레)
- 바스코토 주 (Basse-Kotto, 주도 모바예)
- 오트코토 주 (Haute-Kotto, 주도 브리아)
- 오트음보무 주 (Haut-Mbomou, 주도 오보)
- 케모 주 (Kémo, 주도 시부트)
- 로바예 주 (Lobaye, 주도 음바이키)
- 맘베레카데이 주 (Mambéré-Kadéï, 주도 베르베라티)
- 음보무 주 (Mbomou, 주도 방가수)
- 나나맘베레 주 (Nana-Mambéré, 주도 부아르)
- 옴벨라음포코 주 (Ombella-M'Poko, 주도 빔보)
- 와카 주 (Ouaka, 주도 밤바리)
- 우암 주 (Ouham, 주도 보상고아)
- 우암펭데 주 (Ouham-Pendé, 주도 보줌)
- 바카가 주 (Vakaga, 주도 비라오)

경제주
- 나나그레비지 주 (Nana-Grébizi, 주도 카가방도로)
- 상가음바에레 주 (Sangha-Mbaéré, 주도 놀라)

자치현
- 방기 (Bangui)

## 같이 보기
- ISO 3166-2:CF